# Бохай
Бохай (на китайски: 渤海; на корейски: 발해) (698 – 926 г.) е първото многоетническо кралство на тунгуско-манджурийските народи, разположено на територията на Манджурия, руския Далечен Изток и в северната част на Корейския полуостров. На север граничи с племената хейшуй мохе („хейшуй“ означава „Черна река“, така древните китайци наричат Амур и неговите притоци), на северозапад с древните монголи (шивей), на югозапад с киданите, а на юг с корейското кралство Сила.

## История
В първата половина на 7 век китайците започват завоевателни войни срещу народите в Централна Азия, Манджурия и Корея. В 668 г. под техните удари пада древнокорейското кралство Когурьо. Бохай е създаден от бежанци от това паднало корейско кралство и тунгуски мохе през 698 г., когато първият крал и основател на кралството Гао-ван побеждава династията Джоу при Тианменлинг.
В 713 година, след нормализиране на отношенията с китайската империя Тан, държавата получава новото си име Бохай, под което и остава в историята. В средата и края на 8 век значително се разширява територията на кралството и се издига неговия международен престиж. Най-голям разцвет държавата достига при Сюан (818 – 830 г.), когато става общопризнат център на културата и просветата.
Бохай е независима държава, въпреки факта, че Китай му дава титлата „ван“ няколко пъти. Неспособен да завладее Бохай с военни средства, Китай по никакъв начин не може да повлияе значително на вътрешната и външната политика на тази държава. Бохай никога не отговаря на исканията на Китай за военна помощ във войните му със съседите си. Властите поддържат независими политически и търговски отношения с Япония, Сила и Втория тюркски каганат, имат собствена календарна система и собствена държавна религия и представляваща смесен шаманизъм, даоизъм и тенгризъм.
Кралството наброява 100 000 домакинства и население от около 500 000 души. Археологическите данни сочат, че културата на Бохай е обединение от китайски, корейски и тунгуски култури. Административната територия на Бохай се дели на 8 провинции и има 5 столици. Особен статут имат жреците шамани, които се избират сред малцина знатни жители.
След двадесет години съпротива срещу нахлуването на киданите, държавата Бохай пада през 926 година, завладяна от династията Ляо. На нейно място киданите създават васалната държава Дундан. Много от жителите са насилствено преселени на киданска територия, но останалото население продължава да се бори дълго време. Част бяга в Корьо.